# نهائي كأس ملك إسبانيا 1931
نهائي كأس ملك إسبانيا 1931 كانت المباراة النهائية لبطولة كأس ملك إسبانيا 1931، أقيمت في 21 يونيو 1931، على ملعب تشامارتن في مدريد بين ريال بيتيس الذي كان يُسمى في ذلك الوقت بيتيس بالومبي وأتلتيك بيلباو وانتهت بفوز أتلتيك بيلباو بنتيجة 3-1.

## تفاصيل المباراة
| ريال بيتيس       | 1–3 | أتلتيك بيلباو                      |
| ---------------- | --- | ---------------------------------- |
| رافائيل سانز 57' |     | تشيري 17' · روبيرتو 38' · باتا 58' |